# La Séauve-sur-Semène
La Séauve-sur-Semène é uma comuna francesa na região administrativa de Auvérnia-Ródano-Alpes, no departamento de Alto Loire. Estende-se por uma área de 7,84 km². Em 2010 a comuna tinha 1 495 habitantes (densidade: 190,7 hab./km²).